# محمد احمد حسین
محمد احمد حسین، مفتی اعظم بیت‌المقدس و فلسطین است. او در ژوئیه ۲۰۰۶ توسط محمود عباس، بدین منصب منصوب شد، اما به دلیل دخالت بیش از حد خود در امور سیاسی توسط عباس از سمت خود برکنار شد. وی قبل از اینکه مفتی بیت‌المقدس شود، مدیر مسجد الاقصی بود و از نظر سیاسی فردی میانه‌رو به‌شمار می‌رفت. سه ماه پس از انتصاب به سمت مفتی اعظم، اما در ۸ مه ۲۰۱۳ توسط پلیس اسرائیل دستگیر شد و سخنگوی پلیس رژیم صهیونیستی علت بازداشتش را بازجویی از وی در مورد ارتباطش با درگیری بین فلسطینی‌ها و اسرائیلی‌ها در بیرون مسجد الاقصی عنوان کرد؛ اما پس از چند ساعت آزاد شد.